# Nekrolog 4. Quartal 1965
Nekrolog
◄◄
| ◄
| 1961
| 1962
| 1963
| 1964
| 1965 | 1966 | 1967 | 1968 | 1969 | ► | ►►
1. Quartal |
2. Quartal |
3. Quartal |
4. Quartal 1965
Weitere Ereignisse | Allgemeiner Nekrolog 1965
Die Beschreibung der verstorbenen Person sollte so kurz wie möglich gehalten sein und nur deren signifikante Tätigkeit(en) enthalten.
Neue Namen ggf. auch unter dem Geburts- und Sterbedatum, also etwa unter 1. Januar und im Geburts- und Sterbejahr (2024) eintragen (nur bei entsprechender großer Wichtigkeit). Für Beispiele siehe die schon vorhandenen Artikel.
Außerdem über die fünf zuletzt Verstorbenen, zu denen es einen ausreichend guten Artikel für eine Präsentation auf der Hauptseite gibt, nach der todesbedingten Überarbeitung der Artikel ggf. auch unter Wikipedia Diskussion:Hauptseite informieren und sie am besten auch in den anderen Wikipedia-Sprachversionen eintragen. Tipp: Regelmäßig bei news.google.de nach „ist tot“, „gestorben“ oder „verstorben“ suchen.
Wenn eine Person gestorben ist, gibt es viele Seiten zu dieser Person in der Wikipedia, die davon auch betroffen sind und entsprechend aktualisiert werden müssen. Beispiele: Namenübersichtsseite, Geburtsjahr, Geburtsort-Seiten und viele mehr.
Wie finde ich die betroffenen Seiten?
Im Suchfeld auf der linken Seite gibt man den Suchbegriff so ein: „Vorname Nachname“. Dann klickt man auf Volltext und alle Seiten mit entsprechendem Suchtext werden aufgerufen. Hier sieht man dann schnell, wo auch das Todesjahr Sinn macht oder sogar ein Teil des Artikels angepasst werden muss. Auch hilft das „Werkzeug“ auf der linken Seite sehr gut, um solche Seiten aufzufinden: „Links auf diese Seite“. Somit ist die Wikipedia wieder aktuell in allen Bereichen! Hinweis: bei Eintragung der Kategorie „Gestorben JAHR“ wird der Missbrauchsfilter 49 ausgelöst, was jedoch nicht schlimm ist. Siehe: Spezial:Missbrauchsfilter/49
Dies ist eine Liste von im vierten Quartal 1965 verstorbenen bekannten Persönlichkeiten. Die Einträge erfolgen innerhalb der einzelnen Daten alphabetisch sortiert. Tiere sind im Nekrolog für Tiere zu finden.

## Oktober
| Tag         | Name                                      | Beruf, bekannt als                                                                                       | Alter | Beleg |
| ----------- | ----------------------------------------- | --- | ----- | ----- |
| 1. Oktober  | Walter Blattmann                          | Schweizer Radsportler                                                                                    | 55    |       |
| 1. Oktober  | Werner Blumenberg                         | deutscher Politiker (SPD) und Historiker                                                                 | 64    |       |
| 1. Oktober  | John P. Fulton                            | US-amerikanischer Spezialeffekt-Experte und Kameramann                                                   | 62    |       |
| 1. Oktober  | Heinrich Hartz                            | deutscher katholischer Priester                                                                          | 79    |       |
| 1. Oktober  | John A. Larson                            | US-amerikanischer Polizist und Erfinder                                                                  | 72    |       |
| 1. Oktober  | Walter Petzel                             | deutscher Offizier, zuletzt General der Artillerie im Zweiten Weltkrieg                                  | 81    |       |
| 1. Oktober  | Georg Raloff                              | deutscher Kaufmann und Politiker (SPD), MdHB                                                             | 63    |       |
| 2. Oktober  | Karl Allmendinger                         | deutscher General der Infanterie im Zweiten Weltkrieg                                                    | 74    |       |
| 2. Oktober  | Rudolf Gunst                              | deutscher Kommunalpolitiker                                                                              | 81    |       |
| 2. Oktober  | Oskar Lange                               | polnischer Ökonom und Politiker, Mitglied des Sejm                                                       | 61    |       |
| 2. Oktober  | Magda Langenstraß-Uhlig                   | deutsche Malerin der abstrakten Moderne                                                                  | 76    |       |
| 2. Oktober  | Robert R. Williams                        | US-amerikanischer Chemiker                                                                               | 79    |       |
| 3. Oktober  | George W. Morey                           | US-amerikanischer Chemiker (Geochemie, Physikalische Chemie), Mineraloge und Petrologe                   | 77    |       |
| 3. Oktober  | Max Picard                                | Schweizer Arzt und Kulturphilosoph                                                                       | 77    |       |
| 3. Oktober  | Ahmet Robenson                            | türkischer Sportpionier                                                                                  | 76    |       |
| 3. Oktober  | Joseph Roddy                              | irischer Politiker (Sinn Féin, Fine Gael)                                                                |       |       |
| 3. Oktober  | Johann Rothmüller                         | österreichischer Architekt                                                                               | 83    |       |
| 3. Oktober  | Zachary Scott                             | US-amerikanischer Schauspieler                                                                           | 51    |       |
| 3. Oktober  | Fritz Vielstich                           | deutscher Politiker (NSDAP), MdR, MdL und SA-Führer                                                      | 70    |       |
| 4. Oktober  | Josef Matejcek                            | österreichischer Politiker (SPÖ), Abgeordneter zum Nationalrat                                           | 61    |       |
| 4. Oktober  | Ludwig Teller                             | US-amerikanischer Jurist und Politiker                                                                   | 54    |       |
| 4. Oktober  | Friedrich Trüssel                         | Schweizer Jurist                                                                                         | 92    |       |
| 4. Oktober  | Ladislaus Vidor                           | ungarisch-US-amerikanischer Filmeditor                                                                   | 51    |       |
| 5. Oktober  | Gustaf Bengtsson                          | schwedischer Komponist                                                                                   | 79    |       |
| 5. Oktober  | Ramón Beteta                              | mexikanischer Botschafter                                                                                | 63    |       |
| 5. Oktober  | Fritz Breuer                              | deutscher Chirurg                                                                                        | 69    |       |
| 5. Oktober  | Anna Köppen                               | deutsche Fotografin                                                                                      | 84    |       |
| 5. Oktober  | Hedy Pfundmayr                            | österreichische Tänzerin, Choreographin und Schauspielerin                                               | 65    |       |
| 5. Oktober  | Fred Plevier                              | niederländischer Komiker und Gitarrist                                                                   |       |       |
| 5. Oktober  | Ian Archibald Richmond                    | britischer Klassischer Archäologe                                                                        | 63    |       |
| 5. Oktober  | Martin Hugo Schaffner                     | Schweizer Unternehmer                                                                                    | 42    |       |
| 5. Oktober  | Georges Vantongerloo                      | belgischer Maler, Bildhauer und Architekt                                                                | 79    |       |
| 6. Oktober  | Dragiša Brašovan                          | serbischer Architekt                                                                                     | 78    |       |
| 6. Oktober  | Vincenzo Cimatti                          | italienischer Ordensgeistlicher, Pädagoge, Komponist und Missionar in Japan                              | 86    |       |
| 6. Oktober  | Franz Fiedler                             | deutscher Schauspieler und Filmregisseur                                                                 | 63    |       |
| 6. Oktober  | Tom Kennedy                               | US-amerikanischer Schauspieler                                                                           | 80    |       |
| 6. Oktober  | Johannes Hermanus Terlingen               | niederländischer Romanist und Hispanist                                                                  | 63    |       |
| 7. Oktober  | Jesse Douglas                             | US-amerikanischer Mathematiker                                                                           | 68    |       |
| 07. Oktober | Harold Kruger                             | US-amerikanischer Schwimmer und Stuntman                                                                 | 68    |       |
| 7. Oktober  | Wilhelm Freiherr von Schorlemer           | deutscher Politiker (NSDAP), MdR und SA-Führer                                                           | 77    |       |
| 7. Oktober  | Felix A. Toupin                           | US-amerikanischer Politiker                                                                              | 79    |       |
| 8. Oktober  | Walter Koch                               | deutscher Kirchenjurist                                                                                  | 71    |       |
| 8. Oktober  | Helene Meyer-Moringen                     | deutsche Malerin                                                                                         | 67    |       |
| 8. Oktober  | Greta Meyer                               | deutschamerikanische Film- und Theaterschauspielerin                                                     | 82    |       |
| 9. Oktober  | Gustav Brecht                             | deutscher Maschinenbauingenieur und Wirtschaftsführer                                                    | 85    |       |
| 9. Oktober  | Gilbert Colgate                           | US-amerikanischer Bobfahrer und Unternehmer                                                              | 65    |       |
| 9. Oktober  | Friedrich Fehrmann                        | deutscher Jurist                                                                                         | 79    |       |
| 9. Oktober  | Aloys Feldmann                            | deutscher Politiker (CDU), MdL, MdB                                                                      | 68    |       |
| 9. Oktober  | Gustav Herbig                             | deutscher Diplomat und Politiker (SPD), MdB, deutscher Gesandter in Uruguay                              | 77    |       |
| 9. Oktober  | Alfred Karen                              | österreichischer Sänger und Schauspieler bei Bühne und Film                                              | 83    |       |
| 9. Oktober  | Hans Klais                                | deutscher Orgelbauer                                                                                     | 75    |       |
| 9. Oktober  | Alden Holmes Miller                       | US-amerikanischer Ornithologe und Paläontologe                                                           | 59    |       |
| 9. Oktober  | James Riddick Partington                  | britischer Chemiker und Chemiehistoriker                                                                 | 79    |       |
| 9. Oktober  | Stepan Wytwyzkyj                          | ukrainischer Politiker und Exilpolitiker                                                                 | 81    |       |
| 10. Oktober | Florian Camathias                         | Schweizer Motorradrennfahrer                                                                             | 41    |       |
| 10. Oktober | Claus Cito                                | luxemburgischer Bildhauer                                                                                | 83    |       |
| 10. Oktober | Jacques-Henri-Charles-François Davignon   | belgischer Diplomat                                                                                      | 78    |       |
| 10. Oktober | Ernst Kaltenbach                          | Schweizer Fußballspieler                                                                                 | 76    |       |
| 10. Oktober | Francesco Martino                         | italienischer Turner                                                                                     | 65    |       |
| 10. Oktober | Georgi Michailowitsch Rimski-Korsakow     | russischer Komponist und Enkel des Komponisten Nikolai Rimski-Korsakow                                   | 63    |       |
| 10. Oktober | Richard Schulz                            | deutscher Politiker (CDU), MdBB                                                                          | 52    |       |
| 10. Oktober | George Tucker                             | US-amerikanischer Jazz-Bassist des Hardbop                                                               | 37    |       |
| 10. Oktober | Hermann Uhde                              | deutscher Opernsänger (Bassbariton)                                                                      | 51    |       |
| 11. Oktober | Roberto Cherro                            | argentinischer Fußballspieler                                                                            | 58    |       |
| 11. Oktober | Frank M. Dixon                            | US-amerikanischer Politiker                                                                              | 73    |       |
| 11. Oktober | Dorothea Lange                            | US-amerikanische Dokumentarfotografin                                                                    | 70    |       |
| 11. Oktober | August Neven DuMont                       | deutscher Verleger                                                                                       | 78    |       |
| 11. Oktober | Hans Nielsen                              | deutscher Schauspieler und Synchronsprecher                                                              | 53    |       |
| 11. Oktober | Walther Stampfli                          | Schweizer Politiker (FDP)                                                                                | 80    |       |
| 11. Oktober | Fritz Thelen                              | deutscher Fußballspieler und -trainer                                                                    | 62    |       |
| 11. Oktober | Helen Wainwright                          | US-amerikanische Schwimmerin und Wasserspringerin                                                        | 59    |       |
| 12. Oktober | Lucie Englisch                            | österreichische Schauspielerin                                                                           | 63    |       |
| 12. Oktober | Merl Lindsay                              | US-amerikanischer Country-Musiker                                                                        | 49    |       |
| 12. Oktober | Samir ar-Rifaʿi                           | jordanischer Politiker, Premierminister des Königreichs Jordanien                                        |       |       |
| 13. Oktober | Philip Vincent Cardon                     | US-amerikanischer Beamter und Agrarwissenschaftler, Generaldirektor der FAO                              | 76    |       |
| 13. Oktober | Carl Misch                                | deutsch-amerikanischer Journalist                                                                        | 69    |       |
| 13. Oktober | Paul Hermann Müller                       | Schweizer Chemiker, Nobelpreis für Medizin 1948                                                          | 66    |       |
| 13. Oktober | Hans Pallmann                             | Schweizer Agrikulturchemiker und Bodenkundler                                                            | 62    |       |
| 13. Oktober | Nils Västhagen                            | schwedischer Ökonom, Professor für Betriebswirtschaftslehre                                              | 58    |       |
| 13. Oktober | Harrison Verrett                          | US-amerikanischer Jazzmusiker (Gitarre, Banjo)                                                           | 58    |       |
| 14. Oktober | Burt Balaban                              | US-amerikanischer Filmregisseur und Filmproduzent                                                        | 43    |       |
| 14. Oktober | Heinrich Bredenbreuker                    | deutscher Bankdirektor                                                                                   | 81    |       |
| 14. Oktober | Joe Dodds                                 | schottischer Fußballspieler                                                                              | 78    |       |
| 14. Oktober | William Hogenson                          | US-amerikanischer Leichtathlet                                                                           | 80    |       |
| 14. Oktober | Randall Jarrell                           | US-amerikanischer Dichter, Literaturkritiker, Kinderbuchautor, Essayist und Romanautor                   | 51    |       |
| 14. Oktober | Bruno Leichtentritt                       | deutsch-US-amerikanischer Mediziner (Pädiater)                                                           | 77    |       |
| 14. Oktober | Kurt Rübner                               | deutscher Graphiker                                                                                      | 89    |       |
| 15. Oktober | Clarence Raymond Adams                    | US-amerikanischer Mathematiker                                                                           | 67    |       |
| 15. Oktober | Adolf Abraham Halevi Fraenkel             | deutsch-israelischer Mathematiker                                                                        | 74    |       |
| 15. Oktober | Hermann Michel                            | österreichischer Mineraloge                                                                              | 77    |       |
| 15. Oktober | Henry Oliver                              | britischer Seeoffizier                                                                                   | 100   |       |
| 16. Oktober | Ernst Hohner                              | deutscher Mundharmonikafabrikant                                                                         | 79    |       |
| 17. Oktober | Laure Diebold                             | französische Nachrichtendienstlerin, Mitglied der Résistance                                             | 50    |       |
| 17. Oktober | Günther von Hammerstein-Equord            | deutscher Offizier, zuletzt Generalleutnant im Zweiten Weltkrieg                                         | 88    |       |
| 17. Oktober | Oda Hardt-Rösler                          | deutsche Bildende Künstlerin                                                                             | 85    |       |
| 17. Oktober | Wayne Hubbs                               | US-amerikanischer Politiker                                                                              | 74    |       |
| 17. Oktober | Edmund Stiasny                            | Gerbereichemiker                                                                                         | 93    |       |
| 18. Oktober | Wilhelm Benölken                          | deutscher Politiker                                                                                      | 76    |       |
| 18. Oktober | Oskar Beregi                              | ungarischer Schauspieler der Stummfilmzeit                                                               | 89    |       |
| 18. Oktober | Nikolaus Ehlen                            | deutscher Lehrer und Pionier des Selbsthilfe-Siedlungsbaus                                               | 78    |       |
| 18. Oktober | Erika Hanel                               | österreichische Journalistin, Schriftstellerin, Übersetzerin und Literaturfunktionärin                   | 48    |       |
| 18. Oktober | Frank Hutchens                            | neuseeländischer Komponist                                                                               | 73    |       |
| 18. Oktober | Walter Kittel                             | deutsches Todesopfer der Berliner Mauer                                                                  | 23    |       |
| 18. Oktober | Alfred Louis Laubmann                     | deutscher Ornithologe                                                                                    | 78    |       |
| 18. Oktober | Robert Neddermeyer                        | deutscher Widerstandskämpfer gegen den Nationalsozialismus und Politiker (KPD, SED), MdR, MdV            | 78    |       |
| 18. Oktober | Johnny Roosval                            | schwedischer Kunsthistoriker                                                                             | 86    |       |
| 18. Oktober | Lauri Törni                               | finnischer und US-amerikanischer Offizier                                                                | 46    |       |
| 18. Oktober | Henry Travers                             | britischer Film- und Theaterschauspieler                                                                 | 91    |       |
| 18. Oktober | Hans Zulliger                             | Schweizer Volksschullehrer, Psychotherapeut und Schriftsteller                                           | 72    |       |
| 19. Oktober | Margarete Gropp                           | deutsche Ärztin                                                                                          | 76    |       |
| 19. Oktober | Carl Graf von Hardenberg                  | deutscher Landwirt, Unternehmer und Landrat des Landkreises Northeim                                     | 72    |       |
| 19. Oktober | Jakob Strebel                             | Schweizer Jurist und Politiker                                                                           | 78    |       |
| 20. Oktober | Léon Bon                                  | französischer Politiker                                                                                  | 90    |       |
| 20. Oktober | Josef Bossong                             | deutscher Politiker (CDU), MdBB                                                                          | 86    |       |
| 20. Oktober | Corrado Govoni                            | italienischer Schriftsteller des Futurismus                                                              | 80    |       |
| 20. Oktober | Walther Jänecke                           | deutscher Zeitungsverleger und Politiker                                                                 | 77    |       |
| 21. Oktober | Willy Johannes Bilz                       | deutscher Unternehmer                                                                                    | 81    |       |
| 21. Oktober | Bill Black                                | US-amerikanischer Musiker                                                                                | 39    |       |
| 21. Oktober | Werner Blume                              | deutscher Anatom                                                                                         | 78    |       |
| 21. Oktober | Willy Borngässer                          | deutscher evangelisch-lutherischer Pfarrer und Kommunalpolitiker                                         | 60    |       |
| 21. Oktober | Marcel Delépine                           | französischer Chemiker und Pharmakologe                                                                  | 94    |       |
| 21. Oktober | Siegfried Heimberg                        | Vorsitzender der jüdischen Kultusgemeinde von Westfalen-Lippe                                            | 67    |       |
| 21. Oktober | Marie McDonald                            | US-amerikanische Filmschauspielerin und Sängerin                                                         | 42    |       |
| 21. Oktober | Nora Scholly                              | österreichische akademische Malerin, Kinderbuchautorin und Verlegerin                                    | 60    |       |
| 21. Oktober | Ed Sol                                    | niederländischer Fußballspieler                                                                          | 84    |       |
| 22. Oktober | Gustav Konstantin von Alvensleben         | deutsch-kanadisch-US-amerikanischer Unternehmer                                                          | 86    |       |
| 22. Oktober | Earl Cooper                               | US-amerikanischer Automobilrennfahrer                                                                    | 78    |       |
| 22. Oktober | Karl Lustig-Prean von Preanfeld und Fella | österreichischer Theaterdirektor und -intendant sowie Opernregisseur, Musikschriftsteller und Journalist | 73    |       |
| 22. Oktober | Hans Morgenstern                          | österreichischer Handelskaufmann und Dramatiker                                                          | 60    |       |
| 22. Oktober | Salomon David Steinberg                   | Schweizer Schriftsteller                                                                                 | 76    |       |
| 22. Oktober | Paul Tillich                              | deutscher protestantischer Theologe (Dogmatiker) und Religionsphilosoph                                  | 79    |       |
| 23. Oktober | Charles du Bus de Warnaffe                | belgischer Politiker                                                                                     | 71    |       |
| 23. Oktober | Suzanne Demarquez                         | französische Komponistin und Musikschriftstellerin                                                       | 66    |       |
| 23. Oktober | Edith Whetnall                            | britische Otologin                                                                                       | 55    |       |
| 23. Oktober | Paul Wilhelm                              | deutscher Maler und Grafiker                                                                             | 79    |       |
| 24. Oktober | Rafael Hernández Marín                    | puerto-ricanischer Komponist                                                                             | 75    |       |
| 24. Oktober | Hans Meerwein                             | deutscher Chemiker                                                                                       | 86    |       |
| 24. Oktober | Nishizawa Tekiho                          | japanischer Maler                                                                                        | 76    |       |
| 24. Oktober | Hans-Georg Thienemann                     | deutscher Biologe und Direktor des Duisburger Tierpark                                                   | 56    |       |
| 25. Oktober | Eduard Einstein                           | Schweizer Sohn Albert Einsteins und dessen Frau Mileva Marić                                             | 55    |       |
| 25. Oktober | Hermann Hähnle                            | deutscher Erfinder, Naturfilmer und Naturschützer                                                        | 86    |       |
| 25. Oktober | Wilhelm Herse                             | deutscher Bibliothekar und Archivar                                                                      | 86    |       |
| 25. Oktober | Hans Knappertsbusch                       | deutscher Dirigent                                                                                       | 77    |       |
| 25. Oktober | Fried Lübbecke                            | deutscher Kunsthistoriker                                                                                | 82    |       |
| 25. Oktober | Ernest Pasquier                           | französischer Schrittmacher                                                                              | 76    |       |
| 25. Oktober | Carl Eugen Sprenger                       | deutscher Verwaltungsjurist                                                                              | 61    |       |
| 25. Oktober | Theodor Veil                              | deutscher Architekt und Hochschullehrer                                                                  | 86    |       |
| 26. Oktober | Camilla Göbl                              | österreichische Malerin, Grafikerin und Kunstpädagogin                                                   | 94    |       |
| 26. Oktober | Sylvia Likens                             | US-amerikanisches Opfer eines Gewaltverbrechens                                                          | 16    |       |
| 26. Oktober | Georg Reinke                              | deutscher Politiker (SPD), MdA                                                                           | 58    |       |
| 26. Oktober | Franz Andreas Threyne                     | deutscher Bildhauer                                                                                      | 77    |       |
| 27. Oktober | Max Beer                                  | österreichischer Journalist und Autor                                                                    | 79    |       |
| 27. Oktober | Richard T. James                          | US-amerikanischer Politiker                                                                              | 55    |       |
| 27. Oktober | Hugo Meyer-Delius                         | deutscher Kinderarzt                                                                                     | 88    |       |
| 27. Oktober | Elemér Pászti                             | ungarischer Turner                                                                                       | 75    |       |
| 27. Oktober | Ernst Pörner                              | deutscher Pädagoge, Naturschützer, Geologe und Heimatforscher                                            | 79    |       |
| 27. Oktober | Ferdinand Sigg                            | Schweizer Geistlicher und Bischof                                                                        | 63    |       |
| 27. Oktober | Georg Stöger-Ostin                        | deutscher Autor                                                                                          | 91    |       |
| 27. Oktober | Marta Worringer                           | deutsche Malerin und Grafikerin                                                                          | 84    |       |
| 27. Oktober | Edythe Wright                             | US-amerikanische Swing-Sängerin                                                                          | 51    |       |
| 28. Oktober | Luigi Amoroso                             | italienischer Mathematiker                                                                               | 79    |       |
| 28. Oktober | Earl Bostic                               | US-amerikanischer Altsaxophonist und Komponist                                                           | 52    |       |
| 28. Oktober | Luther P. Eisenhart                       | US-amerikanischer Mathematiker                                                                           | 89    |       |
| 28. Oktober | Egil Hylleraas                            | norwegischer Physiker                                                                                    | 67    |       |
| 28. Oktober | Franz Riemer                              | deutscher Geistlicher, Prälat und Generalvikar                                                           | 81    |       |
| 29. Oktober | Jakob Hubert Eschweiler                   | deutscher Geistlicher, Kunsthistoriker und erster Direktor des Kölner Diözesanmuseums                    | 71    |       |
| 29. Oktober | Eduard Liechtenhan                        | Schweizer Altphilologe und Gymnasiallehrer                                                               | 74    |       |
| 29. Oktober | Bill McKechnie                            | US-amerikanischer Baseballspieler und -trainer                                                           | 79    |       |
| 29. Oktober | Eugen Sulz                                | deutscher Bibliotheksdirektor                                                                            | 81    |       |
| 29. Oktober | Frank Wheaton                             | US-amerikanischer Tennisspieler                                                                          | 89    |       |
| 29. Oktober | Frank Gardiner Wisner                     | leitender amerikanischer Geheimdienstmitarbeiter und Anwalt                                              | 56    |       |
| 30. Oktober | Friedrich Baur                            | deutscher Unternehmer                                                                                    | 75    |       |
| 30. Oktober | Paul Grümmer                              | deutscher Cellist                                                                                        | 86    |       |
| 30. Oktober | Arthur M. Schlesinger, Sr.                | US-amerikanischer Historiker                                                                             | 77    |       |
| 30. Oktober | Elisabeth Segelken                        | deutsche Pädagogin und Schriftstellerin                                                                  | 77    |       |
| 31. Oktober | Dan Burros                                | US-amerikanischer Neonazi                                                                                | 28    |       |
| 31. Oktober | Thusnelda Henning-Hermann                 | österreichische Dichterin                                                                                | 88    |       |
| 31. Oktober | Karl Julius Jensen                        | dänischer Mittel- und Langstreckenläufer                                                                 | 77    |       |
| 31. Oktober | Jan Kowalewski                            | polnischer Oberstleutnant und Geheimdienstler                                                            | 73    |       |
| 31. Oktober | Olivier Larronde                          | französischer Dichter                                                                                    | 38    |       |
| 31. Oktober | Max Rudolf Lehmann                        | deutscher Wirtschaftswissenschaftler                                                                     | 79    |       |
| 31. Oktober | Heinrich Schneidmadl                      | österreichischer Politiker (SDAP), Landtagsabgeordneter, Abgeordneter zum Nationalrat                    | 79    |       |
| 31. Oktober | Benno Vigny                               | deutsch-französischer Schriftsteller und Drehbuchautor                                                   | 76    |       |
| Oktober     | Horst Jecht                               | deutscher Volkswirtschaftler und Finanzwissenschaftler                                                   | 64    |       |
| Oktober     | Alfred Lane                               | US-amerikanischer Sportschütze, Olympiasieger                                                            | 74    |       |

## November
| Tag          | Name                              | Beruf, bekannt als                                                                                              | Alter | Beleg |
| ------------ | --------------------------------- | --- | ----- | ----- |
| 1. November  | Alfred Comte                      | Schweizer Flugpionier und Flugzeugbauer                                                                         | 70    |       |
| 1. November  | Myron M. Cowen                    | US-amerikanischer Diplomat und Rechtsanwalt                                                                     | 67    |       |
| 1. November  | Karl Langowski                    | deutscher Parteifunktionär (KPD)                                                                                | 60    |       |
| 1. November  | Adolph Marx                       | US-amerikanischer Geistlicher, Bischof von Brownsville                                                          | 50    |       |
| 1. November  | Hellmuth Petriconi                | deutscher Romanist und Literaturwissenschaftler                                                                 | 70    |       |
| 1. November  | Alexis Presse                     | Abt der Abtei Boquen                                                                                            | 81    |       |
| 2. November  | Herbert Vere Evatt                | australischer Politiker, Diplomat und Autor                                                                     | 71    |       |
| 2. November  | Marta Karlweis                    | österreichische Schriftstellerin                                                                                | 76    |       |
| 2. November  | Johannes Kortmann                 | deutscher Pädagoge, Marineoffizier und Politiker (CDU), MdL, MdB                                                | 76    |       |
| 2. November  | Nickolas Muray                    | US-amerikanischer Fotograf und Journalist                                                                       | 73    |       |
| 2. November  | Félix Paiva                       | paraguayischer Hochschullehrer, Richter und Politiker                                                           | 88    |       |
| 2. November  | Paul Röntgen                      | deutscher Hochschullehrer für Metallurgie und Rektor der RWTH Aachen                                            | 84    |       |
| 2. November  | Rudolf Siegrist                   | Schweizer Politiker (SP), Naturwissenschaftler und Lehrer                                                       | 79    |       |
| 3. November  | Julius Karl Mayr                  | deutscher Dermatologe und Hochschullehrer                                                                       | 77    |       |
| 3. November  | Hans von Raumer                   | deutscher Jurist, Industrieller und Politiker (DVP), MdR                                                        | 95    |       |
| 3. November  | Jacob Rosenheim                   | deutscher Gelehrter der jüdischen Orthodoxie                                                                    | 94    |       |
| 3. November  | Fritz Rustemeyer                  | deutscher Politiker der SPD                                                                                     | 67    |       |
| 3. November  | Julia Serda                       | österreichisch-deutsche Schauspielerin                                                                          | 90    |       |
| 4. November  | Luigi Bonazza                     | italienischer Maler                                                                                             | 88    |       |
| 4. November  | Dickey Chapelle                   | US-amerikanische Fotografin und Kriegsberichterstatterin                                                        | 46    |       |
| 4. November  | Pietro Dib                        | libanesischer Geistlicher, römisch-katholischer Bischof von Kairo der Maroniten                                 | 84    |       |
| 4. November  | Gerhard Fritsche                  | deutscher Architekt                                                                                             | 49    |       |
| 4. November  | Krsto Odak                        | jugoslawischer Komponist                                                                                        | 77    |       |
| 4. November  | Gerhard Schreeb                   | deutscher Politikwissenschaftler und katholischer Jugendpolitiker                                               | 35    |       |
| 4. November  | Naum Slutzky                      | russischer Gebrauchs-Designer                                                                                   | 71    |       |
| 5. November  | Marcel Collet                     | französischer Automobilrennfahrer                                                                               | 64    |       |
| 5. November  | Richard Feetham                   | britischer Richter und Politiker                                                                                | 90    |       |
| 5. November  | Walter Bruno Iltz                 | deutscher Theaterdirektor, Regisseur und Schauspieler                                                           | 78    |       |
| 5. November  | Max Neve                          | deutscher Arzt in Buenos Aires                                                                                  | 64    |       |
| 5. November  | Gertrud Richert                   | deutsche Romanistin, Hispanistin, Lusitanistin und Kunsthistorikerin                                            | 79    |       |
| 5. November  | Hans Rumpf                        | deutscher Brandingenieur und Feuerschutzinspektor sowie SS-Brigadeführer und Generalmajor der Polizei           | 77    |       |
| 5. November  | Kurd Semler                       | deutscher Jurist und Kommunalitiker, Oberbürgermeister von Braunschweig                                         | 85    |       |
| 6. November  | Oliver Coleman                    | US-amerikanischer Jazz-Musiker                                                                                  |       |       |
| 6. November  | Fjodor Dus-Chotimirski            | ukrainisch-sowjetischer Schachspieler                                                                           | 86    |       |
| 6. November  | Josef Fräß-Ehrfeld                | österreichischer Politiker, Abgeordneter zum Kärntner Landtag                                                   | 66    |       |
| 6. November  | Georg Holdenried                  | deutscher Politiker (KPD), MdL                                                                                  | 60    |       |
| 6. November  | Nahum Stutchkoff                  | jiddisch-polnischer, später jiddisch-amerikanischer Schauspieler, Autor, Radioschaffender und Lexikograph       | 72    |       |
| 6. November  | Edgar Varèse                      | französisch-US-amerikanischer Komponist und Dirigent                                                            | 81    |       |
| 6. November  | Clarence Williams                 | US-amerikanischer Jazzpianist, Sänger, Komponist sowie Plattenproduzent, Musikverleger und -agent               | 72    |       |
| 6. November  | Friedrich Zimpelmann              | kommissarischer Bürgermeister und Abgeordneter                                                                  | 71    |       |
| 7. November  | Mirza Baschir ud-Din Mahmud Ahmad | Khalifat ul-Massih (spirituelles Oberhaupt) der Ahmadiyya Muslim Jamaat                                         | 76    |       |
| 7. November  | Brigitte von Arnim                | deutsche Schriftstellerin                                                                                       | 60    |       |
| 7. November  | Herbert Covington Bonner          | US-amerikanischer Politiker                                                                                     | 74    |       |
| 7. November  | Karl Heinz                        | österreichischer Politiker (SDAP), Abgeordneter zum Nationalrat                                                 | 70    |       |
| 7. November  | Carl-Heinz Mahlmann               | deutscher Fußballspieler                                                                                        | 58    |       |
| 7. November  | Generosus Marquardt               | deutscher römisch-katholischer Theologe                                                                         | 69    |       |
| 7. November  | Mykola Melnyzkyj                  | russischer Sportschütze                                                                                         | 78    |       |
| 7. November  | Otto Wernicke                     | deutscher Schauspieler                                                                                          | 72    |       |
| 7. November  | Friedrich Wildgans                | österreichischer Komponist                                                                                      | 52    |       |
| 8. November  | Emma Gramatica                    | italienische Schauspielerin                                                                                     | 91    |       |
| 8. November  | George Hall, 1. Viscount Hall     | britischer Politiker, Abgeordneter des House of Commons und Mitglied des House of Lords                         | 83    |       |
| 8. November  | Josef Holub                       | österreichischer Schauspieler                                                                                   | 74    |       |
| 8. November  | Dorothy Kilgallen                 | US-amerikanische Fernsehmoderatorin und Schauspielerin                                                          | 52    |       |
| 9. November  | Egon Doerstling                   | deutscher Offizier, zuletzt General der Flieger im Zweiten Weltkrieg                                            | 75    |       |
| 9. November  | Wilhelm Ehgartner                 | österreichischer Anthropologe                                                                                   | 51    |       |
| 9. November  | Louis E. Graham                   | US-amerikanischer Jurist und Politiker                                                                          | 85    |       |
| 9. November  | Gotthard Jedlicka                 | Schweizer Kunsthistoriker und Schriftsteller                                                                    | 66    |       |
| 10. November | Robert Cottrell-Hill              | britischer Offizier und Generalmajor des Heeres                                                                 | 62    |       |
| 10. November | Erhard Forgbert                   | deutscher Politiker (KPD/SED), MdL Mecklenburg                                                                  | 67    |       |
| 10. November | Heinrich Hollmann                 | deutscher Politiker (BDV/FDP), MdBB                                                                             | 67    |       |
| 10. November | Albert Kleffmann                  | deutscher Philosoph, Ingenieur, Redakteur, Heimatkundler und Mundartdichter                                     | 83    |       |
| 10. November | Adolf Meyer                       | Schweizer Ingenieur                                                                                             | 85    |       |
| 10. November | Aldo Nadi                         | italienischer Fechter                                                                                           | 66    |       |
| 10. November | Adam Weigel                       | deutscher Bürgermeister und Mitglied des Provinziallandtages der Provinz Hessen-Nassau                          | 90    |       |
| 10. November | Johannes Zeissler                 | deutscher Mediziner und Bakteriologe                                                                            | 82    |       |
| 11. November | Emmerich Arleth                   | österreichischer Schauspieler und Sänger                                                                        | 65    |       |
| 11. November | James Chuter-Ede                  | britischer Politiker, Mitglied des House of Commons                                                             | 83    |       |
| 11. November | Heinz Cyrus                       | deutsches Todesopfer der Berliner Mauer                                                                         | 29    |       |
| 11. November | Rudolf Esterer                    | deutscher Architekt und Denkmalpfleger                                                                          | 85    |       |
| 11. November | Hendrik Kraemer                   | niederländischer Religionshistoriker und Widerstandskämpfer                                                     | 77    |       |
| 11. November | Wilhelm Schüßler                  | deutscher Historiker                                                                                            | 77    |       |
| 12. November | Ludwig Förster                    | deutscher Landrat                                                                                               | 66    |       |
| 12. November | Preben Larsen                     | dänischer Drei- und Weitspringer                                                                                | 43    |       |
| 12. November | August Loschge                    | deutscher Maschinenbauingenieur und Hochschullehrer                                                             | 83    |       |
| 12. November | Hans Moritsch                     | österreichischer Mikrobiologie                                                                                  | 41    |       |
| 12. November | Anton Felix Napp-Zinn             | deutscher Verkehrswissenschaftler                                                                               | 66    |       |
| 12. November | Hans Ferdinand Schaub             | deutscher Komponist                                                                                             | 85    |       |
| 13. November | Catherine Colomb                  | Schweizer Schriftstellerin                                                                                      | 73    |       |
| 13. November | Natale Montillo                   | italienischer Kinobetreiber, Filmregisseur, Filmproduzent und Drehbuchautor                                     | 67    |       |
| 14. November | Archibald Edwin Deitz             | US-amerikanischer lutherischer Geistlicher                                                                      | 96    |       |
| 14. November | Pranas Domšaitis                  | deutscher Maler                                                                                                 | 85    |       |
| 14. November | Allen B. DuMont                   | US-amerikanischer Elektrotechniker                                                                              | 64    |       |
| 14. November | Buster Harding                    | kanadischer Jazz-Pianist, Arrangeur und Komponist                                                               | 48    |       |
| 14. November | Edgar A. Jonas                    | US-amerikanischer Politiker                                                                                     | 80    |       |
| 14. November | Krishnaprem                       | englischer Yogalehrer und Autor                                                                                 |       |       |
| 14. November | Carl Neinhaus                     | deutscher Jurist und Politiker (NSDAP, CDU), MdL                                                                | 77    |       |
| 14. November | Otto Ernst Schweizer              | deutscher Architekt und Baubeamter                                                                              | 75    |       |
| 15. November | Ferdinand Aberer                  | österreichischer Geologe und Paläontologe                                                                       | 52    |       |
| 15. November | Jisra’el Bar Jehuda               | israelischer Politiker, Minister und Knesset-Abgeordneter                                                       | 70    |       |
| 15. November | Otto Groth                        | deutscher Journalist und Medienwissenschaftler                                                                  | 90    |       |
| 15. November | Horst Lommatzsch                  | deutscher Schauspieler                                                                                          | 47    |       |
| 15. November | Hans Seischab                     | österreichisch-deutscher Ökonom und Professor für Betriebswirtschaftslehre                                      | 67    |       |
| 15. November | Robert Stoffert                   | deutscher Unternehmer und Gartenbauinspektor, Mitbegründer einer Fakultät der Universität Hannover              | 67    |       |
| 15. November | Walter Wüst                       | deutscher Politiker (SPD), MdA                                                                                  | 69    |       |
| 16. November | Harry Blackstone                  | US-amerikanischer Zauberkünstler                                                                                | 80    |       |
| 16. November | William Thomas Cosgrave           | irischer Politiker                                                                                              | 85    |       |
| 16. November | Fritz Everding                    | deutscher Maler und Grafiker                                                                                    | 62    |       |
| 16. November | Axel Erik Heinrichs               | finnischer General der Infanterie und Chef des Generalstabes der finnischen Streitkräfte im Zweiten Weltkrieg   | 75    |       |
| 16. November | Stanisław Jaśkowski               | polnischer Logiker der Lemberg-Warschau-Schule                                                                  | 59    |       |
| 16. November | Luise von Oertzen                 | deutsche Krankenschwester und Generaloberin der Schwesternschaften des Deutschen Roten Kreuzes                  | 68    |       |
| 16. November | Josef Franz Riedl                 | österreichischer Bildhauer und Maler                                                                            | 81    |       |
| 16. November | Erich Unshelm                     | deutscher Statistiker und Politiker (DDP, FDP), MdL                                                             | 75    |       |
| 17. November | Karl Beer                         | deutscher Architekt                                                                                             | 79    |       |
| 17. November | Gerhard Feyerabend                | deutscher Offizier, zuletzt Generalleutnant im Zweiten Weltkrieg                                                | 67    |       |
| 17. November | Reinhold Kukla                    | österreichischer Landschafts- und Tiermaler                                                                     | 88    |       |
| 17. November | Egidio Lari                       | italienischer Geistlicher, römisch-katholischer Erzbischof und Diplomat des Heiligen Stuhls                     | 83    |       |
| 18. November | Chalid al-Azm                     | syrischer Politiker                                                                                             |       |       |
| 18. November | Linwood Clark                     | US-amerikanischer Politiker                                                                                     | 89    |       |
| 18. November | Henry A. Wallace                  | 33. Vizepräsident der USA unter Franklin D. Roosevelt                                                           | 77    |       |
| 18. November | Paul Werther                      | deutscher Politiker (KPD/SED), Widerstandskämpfer, VVN-/FDGB-Funktionär                                         | 57    |       |
| 18. November | Frank Wilcoxon                    | US-amerikanischer Chemiker und Statistiker                                                                      | 73    |       |
| 18. November | Jakob Winter                      | deutscher Politiker (CDU), MdL                                                                                  | 86    |       |
| 19. November | Hermann Aichinger junior          | österreichischer Architekt                                                                                      | 48    |       |
| 19. November | Hans Küßwetter                    | deutscher Politiker (CSU)                                                                                       | 56    |       |
| 20. November | Armas Äikiä                       | finnischer Autor und Journalist                                                                                 | 61    |       |
| 20. November | Hans Meyerhoff                    | US-amerikanischer Philosoph deutscher Herkunft                                                                  | 50    |       |
| 20. November | Peter Müller                      | Schweizer Politiker (KVP)                                                                                       | 55    |       |
| 20. November | Nicole Vedrès                     | französische Filmregisseurin, Schriftstellerin und Filmtheoretikerin                                            | 54    |       |
| 20. November | Lawrence Rickard Wager            | britischer Geologe, Bergsteiger und Polarforscher                                                               | 61    |       |
| 21. November | Naoum Blinder                     | russisch-amerikanischer Geiger und Musikpädagoge                                                                | 76    |       |
| 21. November | Ulderico Giovacchini              | italienischer Maler                                                                                             | 75    |       |
| 22. November | Otto Kirchheimer                  | deutsch-amerikanischer Jurist und Soziologe                                                                     | 60    |       |
| 22. November | John Taber                        | US-amerikanischer Politiker                                                                                     | 85    |       |
| 22. November | Herbert Windt                     | deutscher Komponist                                                                                             | 71    |       |
| 23. November | Dipa Nusantara Aidit              | indonesischer Politiker                                                                                         | 42    |       |
| 23. November | J. Joachim Bartsch                | deutscher Regisseur, Schauspieler und Drehbuchautor                                                             | 62    |       |
| 23. November | Francis Condon                    | US-amerikanischer Politiker                                                                                     | 74    |       |
| 23. November | Frank Debenham                    | australisch-britischer Geograph und Polarforscher                                                               | 81    |       |
| 23. November | Elisabeth Gabriele in Bayern      | Königin der Belgier                                                                                             | 89    |       |
| 23. November | Paul Ronge                        | deutscher Jurist und Politiker (FDP)                                                                            | 63    |       |
| 23. November | Ernie Shepard                     | US-amerikanischer Jazzbassist                                                                                   | 49    |       |
| 23. November | Josef Zingl                       | österreichischer Politiker (CSP, ÖVP), Landtagsabgeordneter, Abgeordneter zum Nationalrat, Mitglied des Bund... | 82    |       |
| 24. November | Arcady Boytler                    | russisch-mexikanischer Regisseur, Produzent, Schauspieler und Drehbuchautor                                     | 72    |       |
| 24. November | Nino Equatore                     | italienischer Ringer                                                                                            | 67    |       |
| 24. November | Tadeusz Kossakowski               | polnischer Ingenieur und General                                                                                | 77    |       |
| 24. November | Bruce Logan                       | britischer Ruderer                                                                                              | 79    |       |
| 24. November | Robert Wiemann                    | deutscher Dirigent und Komponist                                                                                | 95    |       |
| 25. November | Angelica Balabanova               | russische Politikerin und Publizistin                                                                           | 87    |       |
| 25. November | Myra Hess                         | britische Pianistin                                                                                             | 75    |       |
| 25. November | Günter Johl                       | deutscher Maler und Grafiker                                                                                    | 57    |       |
| 25. November | Josef Štefan Kubín                | tschechischer Ethnograph und Schriftsteller                                                                     | 101   |       |
| 25. November | Alfred Nissle                     | deutscher Arzt und Wissenschaftler                                                                              | 90    |       |
| 25. November | Antoni Pająk                      | polnischer Politiker, Mitglied des Sejm, Ministerpräsident Polens                                               | 72    |       |
| 25. November | Heinz Sokolowski                  | deutsches Todesopfer der Berliner Mauer                                                                         | 47    |       |
| 25. November | Carl Værnet                       | dänischer SS-Sturmbannführer und Mediziner im KZ Buchenwald                                                     | 72    |       |
| 26. November | Clemens Biener                    | österreichischer Literaturhistoriker und Mittelschullehrer                                                      | 78    |       |
| 26. November | Bernard Bloch                     | amerikanischer Sprachwissenschaftler                                                                            | 58    |       |
| 26. November | Wild Bill Elliott                 | US-amerikanischer Schauspieler                                                                                  | 61    |       |
| 26. November | Emil Kemmer                       | deutscher Politiker (CSU), MdB                                                                                  | 51    |       |
| 26. November | Adam Lang                         | Landtagsabgeordneter Volksstaat Hessen                                                                          | 89    |       |
| 26. November | William C. Marland                | US-amerikanischer Politiker                                                                                     | 47    |       |
| 26. November | Wilhelm Matthießen                | deutscher Kinder- und Jugendbuchautor                                                                           | 74    |       |
| 26. November | Chaditscha Sulaimanowa            | sowjetische Rechtswissenschaftlerin und Hochschullehrerin                                                       | 52    |       |
| 26. November | Franz Walchegger                  | österreichischer Maler, Pionier der modernen Malerei in Osttirol                                                | 52    |       |
| 27. November | Clemens Dammann                   | deutscher Politiker (CDU), MdL                                                                                  | 80    |       |
| 27. November | Leland M. Ford                    | US-amerikanischer Politiker                                                                                     | 72    |       |
| 27. November | Frank Fox                         | österreichischer Kapellmeister und Filmkomponist                                                                | 63    |       |
| 28. November | José Belloni                      | uruguayischer Bildhauer                                                                                         | 83    |       |
| 28. November | Cuban Bennett                     | US-amerikanischer Jazztrompeter                                                                                 |       |       |
| 28. November | Oscar Besemfelder                 | deutscher Lautenist und Sänger                                                                                  | 72    |       |
| 28. November | Wilhelm Grothaus                  | deutscher Politiker (KPD/SED), Opfer des Nationalsozialismus und des Stalinismus                                | 72    |       |
| 28. November | Hans von Lieres                   | südafrikanischer Söldner im Kongo                                                                               | 27    |       |
| 28. November | Ernest Parker                     | britischer Schwimmer                                                                                            | 70    |       |
| 28. November | August Suter                      | Schweizer Bildhauer                                                                                             | 78    |       |
| 28. November | Aslaug Vaa                        | norwegische Schriftstellerin                                                                                    | 76    |       |
| 29. November | Wally Beavers                     | britischer Langstreckenläufer                                                                                   | 62    |       |
| 29. November | Lionel Bony de Castellane         | französischer Fechter                                                                                           | 74    |       |
| 29. November | Gretl Dupont                      | deutsche Schauspielerin                                                                                         | 72    |       |
| 29. November | Friedrich Solger                  | deutscher Geologe und Heimatkundler                                                                             | 88    |       |
| 30. November | Friedrich Badenheuer              | deutscher Metallurg                                                                                             | 63    |       |
| 30. November | Rolf Brunner                      | deutscher Sänger, Schauspieler bei Bühne und Stummfilm sowie Stummfilmregisseur                                 | 84    |       |
| 30. November | Margret von der Decken            | deutsche Politikerin (CDU), MdA                                                                                 | 79    |       |
| 30. November | Rudolf Schieber                   | deutscher Unternehmer                                                                                           | 64    |       |
| 30. November | Joseph Wagner                     | deutscher Kirchenmusiker                                                                                        | 74    |       |
| 30. November | Georg Warsow                      | deutscher Radrennfahrer                                                                                         | 88    |       |
| November     | Earl Johnson                      | US-amerikanischer Leichtathlet                                                                                  | 74    |       |
| November     | Maria Köstler                     | österreichische Politikerin (SdP), Abgeordnete zum Nationalrat                                                  |       |       |

## Dezember
| Tag          | Name                                     | Beruf, bekannt als                                                                                       | Alter | Beleg |
| ------------ | ---------------------------------------- | --- | ----- | ----- |
| 1. Dezember  | Fritz Gosslau                            | deutscher Ingenieur                                                                                      | 67    |       |
| 1. Dezember  | Ernst Hatz                               | deutscher Konstrukteur und Unternehmer                                                                   | 86    |       |
| 01. Dezember | Patrick McClure                          | irischer Schwimmer und Wasserballspieler                                                                 | 57    |       |
| 1. Dezember  | Max Rintelen                             | österreichischer Jurist und Rechtshistoriker                                                             | 85    |       |
| 1. Dezember  | Konrad Strieder                          | deutscher Polizeioffizier und Generalmajor der VP                                                        | 58    |       |
| 2. Dezember  | Hugh Latimer Dryden                      | US-amerikanischer Wissenschaftler und Wissenschaftsadministrator                                         | 67    |       |
| 2. Dezember  | Fritz Gajewski                           | deutscher Unternehmer                                                                                    | 80    |       |
| 2. Dezember  | Edwy Searles Brooks                      | britischer Schriftsteller                                                                                | 76    |       |
| 2. Dezember  | Hellmut Kretzschmar                      | deutscher Archivar und Historiker                                                                        | 72    |       |
| 2. Dezember  | John Miles Steel                         | Offizier der Luftstreitkräfte des Vereinigten Königreichs                                                | 88    |       |
| 2. Dezember  | Sergei Grigorjewitsch Tschebanow         | russischer Militärarzt und Linguist                                                                      | 67    |       |
| 3. Dezember  | Erich Apel                               | deutscher SED-Funktionär, Politiker, MdV, Vorsitzender der Staatlichen Plankommission (1963–1965)        | 48    |       |
| 3. Dezember  | Hank D’Amico                             | US-amerikanischer Jazz-Klarinettist                                                                      | 50    |       |
| 3. Dezember  | Paul Dobe                                | deutscher Pflanzenfotograf, Maler und Zeichner                                                           | 85    |       |
| 3. Dezember  | Erich Kühn                               | deutsches Todesopfer der Berliner Mauer                                                                  | 62    |       |
| 3. Dezember  | Hanna Sobatschko-Schostak                | ukrainische Malerin der ukrainischen volkstümlichen dekorativen Malerei                                  | 81    |       |
| 3. Dezember  | Michel Wagner                            | deutscher Maler und Bildhauer                                                                            | 71    |       |
| 3. Dezember  | Karl Wegerer                             | österreichischer Politiker (ÖVP), Landtagsabgeordneter                                                   | 68    |       |
| 4. Dezember  | Ruben Lanicca                            | Schweizer Politiker (DP)                                                                                 | 84    |       |
| 4. Dezember  | Fritz Wollny                             | deutscher Politiker (SPD/SED), Archivar                                                                  | 74    |       |
| 5. Dezember  | Joseph Breen                             | US-amerikanischer Filmzensor                                                                             | 77    |       |
| 5. Dezember  | Friedrich Franz von Conring              | deutscher Schriftsteller                                                                                 | 92    |       |
| 5. Dezember  | Joseph Erlanger                          | US-amerikanischer Physiologe und Nobelpreisträger                                                        | 91    |       |
| 5. Dezember  | Otto Grigoleit                           | deutscher Politiker                                                                                      | 72    |       |
| 5. Dezember  | Max Oettli                               | Schweizer Pädagoge                                                                                       | 86    |       |
| 5. Dezember  | Werner Pledath                           | deutscher Schauspieler und Synchronsprecher                                                              | 67    |       |
| 5. Dezember  | Otto Saltzmann                           | deutscher Schauspieler                                                                                   | 81    |       |
| 5. Dezember  | Franz Völker                             | deutscher Opernsänger (Tenor)                                                                            | 66    |       |
| 5. Dezember  | Albert J. Welti                          | Schweizer Schriftsteller und Maler                                                                       | 71    |       |
| 6. Dezember  | Mihály Farkas                            | ungarischer kommunistischer Politiker                                                                    | 61    |       |
| 6. Dezember  | Otto Gefers                              | deutscher Maler und Grafiker                                                                             | 57    |       |
| 6. Dezember  | Walter Muschg                            | Schweizer Literarhistoriker und Essayist                                                                 | 67    |       |
| 6. Dezember  | Richard Schlacher                        | österreichischer Kaufmann und Politiker                                                                  | 74    |       |
| 6. Dezember  | Oskar Sillén                             | schwedischer Ökonom, Professor für Betriebswirtschaftslehre                                              | 82    |       |
| 7. Dezember  | Constant Griebel                         | deutscher Lebensmittelchemiker                                                                           | 89    |       |
| 7. Dezember  | Else Oppler-Legband                      | deutsche Architektin, Innenarchitektin, Künstlerin/Kunsthandwerkerin, Kostümbildnerin und Modeschöpferin | 90    |       |
| 7. Dezember  | Paul Schwanke                            | deutscher Politiker (SPD/SED), MdL                                                                       | 83    |       |
| 7. Dezember  | Allan Eugene Updegraff                   | US-amerikanischer Schriftsteller, Dichter und Journalist                                                 | 82    |       |
| 7. Dezember  | Giorgio Zampori                          | italienischer Turner                                                                                     | 78    |       |
| 8. Dezember  | Ernst Fritsch                            | deutscher Maler                                                                                          | 73    |       |
| 8. Dezember  | Karl Theodor Haanen                      | Jurist, Kaufmann, Journalist, Autor und Fotograf in Solingen                                             | 73    |       |
| 8. Dezember  | Karl Knochenhauer                        | deutscher Komponist und Cellist                                                                          | 77    |       |
| 8. Dezember  | Dean Benjamin McLaughlin                 | US-amerikanischer Astronom                                                                               | 64    |       |
| 8. Dezember  | William Henry Phelps                     | US-amerikanischer Ornithologe und Geschäftsmann                                                          | 90    |       |
| 9. Dezember  | Wilhelm Buße                             | deutscher Marineoffizier, zuletzt Konteradmiral, Politiker (NSDAP), MdR                                  | 87    |       |
| 9. Dezember  | Emmett William Price                     | US-amerikanischer Tierarzt und Parasitologe                                                              | 69    |       |
| 9. Dezember  | Branch Rickey                            | US-amerikanischer Baseballspieler, -manager und -funktionär                                              | 83    |       |
| 9. Dezember  | Frieda Wunderlich                        | deutsche Wirtschaftswissenschaftlerin, Hochschullehrerin und Politikerin (DDP, DStP)                     | 81    |       |
| 10. Dezember | Theo Ballmer                             | Schweizer Graphiker, Lithograf und Fotograf                                                              | 63    |       |
| 10. Dezember | Lars Christensen                         | norwegischer Schiffseigner und Walfangmagnat                                                             | 81    |       |
| 10. Dezember | Henry Cowell                             | US-amerikanischer Komponist                                                                              | 68    |       |
| 10. Dezember | Michał Grażyński                         | polnischer Politiker, Führer im Dritten Polnischen Aufstand in Schlesien (1920) neben Wojciech Korfanty  | 75    |       |
| 10. Dezember | Erich Limpach                            | deutscher Lyriker                                                                                        | 66    |       |
| 10. Dezember | Siegfried von Lüttichau                  | lutherischer Pfarrer und Verbandsvorsitzender                                                            | 88    |       |
| 10. Dezember | Karl Pfannkuch                           | deutscher Redakteur                                                                                      | 67    |       |
| 10. Dezember | Max Sidow                                | deutscher Schriftsteller                                                                                 | 68    |       |
| 11. Dezember | Gioacchino Armano                        | italienischer Fußballspieler                                                                             | 81    |       |
| 11. Dezember | Dave Barbour                             | US-amerikanischer Jazzgitarrist                                                                          | 53    |       |
| 11. Dezember | Axel Blomqvist                           | schwedischer Eisschnellläufer                                                                            | 70    |       |
| 11. Dezember | Sulamith Goldhaber                       | österreichisch-amerikanische Nuklearphysikerin                                                           | 42    |       |
| 11. Dezember | Luigi Maiocco                            | italienischer Turner                                                                                     | 73    |       |
| 11. Dezember | Eduard Margerie                          | deutscher Heimatforscher                                                                                 | 86    |       |
| 11. Dezember | Karl Oesterle                            | deutscher Gewerkschafter und Politiker (SPD), MdL                                                        | 71    |       |
| 11. Dezember | August Seybold                           | deutscher Botaniker und Hochschullehrer                                                                  | 64    |       |
| 11. Dezember | Eduard Sußmann                           | deutscher Politiker (FDP)                                                                                |       |       |
| 11. Dezember | Erich Ullmann                            | Schweizer Landwirt, Politiker und Offizier                                                               | 73    |       |
| 12. Dezember | Raymond W. Bliss                         | US-amerikanischer Offizier                                                                               | 77    |       |
| 12. Dezember | Fritz Dettmann                           | deutscher Unternehmer und Politiker (DNVP)                                                               | 85    |       |
| 12. Dezember | Halvdan Koht                             | norwegischer Historiker und Politiker                                                                    | 92    |       |
| 12. Dezember | Wilhelm Laforce                          | deutscher Nationalsozialist und SS-Führer                                                                | 69    |       |
| 12. Dezember | Heinrich Loevenich                       | preußischer Verwaltungsbeamter und Landrat                                                               | 69    |       |
| 12. Dezember | Merritt Finley Miller                    | US-amerikanischer Agrarwissenschaftler und Bodenkundler                                                  | 90    |       |
| 12. Dezember | Edmund Mudrak                            | österreichischer Volkskundler                                                                            | 71    |       |
| 12. Dezember | Jan Frederik Niermeyer                   | niederländischer Historiker                                                                              | 58    |       |
| 12. Dezember | Tibor Radó                               | ungarisch-amerikanischer Mathematiker                                                                    | 70    |       |
| 13. Dezember | Johannes Ritterbecks                     | deutscher Politiker (CDU), MdL                                                                           | 57    |       |
| 13. Dezember | Eslanda Goode Robeson                    | US-amerikanische Anthropologin, Autorin, Schauspielerin und Bürgerrechtlerin                             | 69    |       |
| 13. Dezember | Nele van de Velde                        | belgische Malerin, Zeichnerin und Holzschneiderin                                                        | 68    |       |
| 14. Dezember | Franz Erne                               | österreichischer Politiker und Richter, Landtagsabgeordneter zum Vorarlberger Landtag                    | 87    |       |
| 14. Dezember | Olga Essig                               | deutsche Berufspädagogin und Schulreformerin                                                             | 81    |       |
| 14. Dezember | Hellmuth Felmy                           | deutscher Offizier, zuletzt General der Flieger im Zweiten Weltkrieg                                     | 80    |       |
| 14. Dezember | Otto S. Grewe                            | österreichischer Maler                                                                                   | 47    |       |
| 14. Dezember | Jakob Kinau                              | deutscher Seemann, Unteroffizier der Kaiserlichen Marine, Schriftsteller, Herausgeber und Zollbeamter    | 81    |       |
| 14. Dezember | Leopoldine Konstantin                    | österreichische Schauspielerin                                                                           | 79    |       |
| 15. Dezember | Jerome Daniel Hannan                     | US-amerikanischer Geistlicher, Bischof von Scranton                                                      | 69    |       |
| 15. Dezember | François Hugues                          | französischer Fußballspieler und -trainer                                                                | 69    |       |
| 15. Dezember | Charles Picard                           | französischer Klassischer Archäologe                                                                     | 82    |       |
| 15. Dezember | Walther Tecklenborg                      | deutscher Franziskanerpater, Maler, Restaurator, Genealoge, Heimatforscher und Autor                     | 89    |       |
| 16. Dezember | Leonhard Adler                           | österreichisch-deutscher Ingenieur, Politiker und Arbeiterpriester                                       | 83    |       |
| 16. Dezember | Georg Baur                               | deutscher Politiker (DNVP, CNBL), MdR                                                                    | 83    |       |
| 16. Dezember | Alexander Bergmann                       | deutscher Jurist und Oberlandesgerichtspräsident                                                         | 87    |       |
| 16. Dezember | William Somerset Maugham                 | britischer Dramatiker und Schriftsteller                                                                 | 91    |       |
| 16. Dezember | Salote Tupou III.                        | Königin von Tonga                                                                                        | 65    |       |
| 16. Dezember | Tito Schipa                              | italienischer Opernsänger (Tenor) und Komponist                                                          | 76    |       |
| 16. Dezember | Hans-Heinrich Wurmbach                   | deutscher Marineoffizier und Admiral im Zweiten Weltkrieg                                                | 74    |       |
| 17. Dezember | Ivo Beucker                              | deutscher Bildhauer                                                                                      | 56    |       |
| 17. Dezember | Ernst Burmester                          | deutscher Reeder                                                                                         | 72    |       |
| 17. Dezember | Maurice Faure                            | französischer Autorennfahrer                                                                             | 69    |       |
| 17. Dezember | Friedrich Feigl                          | tschechoslowakischer Genremaler                                                                          | 81    |       |
| 17. Dezember | Hastings Ismay, 1. Baron Ismay           | britischer Politiker, Diplomat und General                                                               | 78    |       |
| 17. Dezember | Tommaso Lequio di Assaba                 | italienischer Springreiter                                                                               | 72    |       |
| 17. Dezember | María Teresa Vera                        | kubanische Sängerin, Gitarristin und Komponistin                                                         | 70    |       |
| 18. Dezember | Heinrich Blecken                         | deutscher Architekt und Hochschullehrer                                                                  | 79    |       |
| 18. Dezember | Claire Born                              | deutsche Opernsängerin (Sopran)                                                                          | 67    |       |
| 18. Dezember | Otto Fiebrantz                           | deutscher Verwaltungsjurist, Landrat in Landeshut                                                        | 85    |       |
| 18. Dezember | Jean Médecin                             | französischer Politiker, Mitglied der Nationalversammlung                                                | 75    |       |
| 18. Dezember | Max Meinertz                             | deutscher römisch-katholischer Theologe und Neutestamentler                                              | 84    |       |
| 18. Dezember | Ture Wersäll                             | schwedischer Tauzieher                                                                                   | 82    |       |
| 19. Dezember | Hans Brockhaus                           | deutscher Verleger                                                                                       | 77    |       |
| 19. Dezember | Otto E. Crusius                          | deutscher Komponist und Lehrer                                                                           | 73    |       |
| 19. Dezember | Ivor Jennings                            | britischer Rechtsanwalt, Verfassungsrechtler und Hochschulkanzler                                        | 62    |       |
| 19. Dezember | Alexander Israel Wittenberg              | Schweizer Mathematiker und Mathematikdidaktiker                                                          | 39    |       |
| 20. Dezember | Charlie Burse                            | US-amerikanischer Bluesmusiker (Ukelele, Mandoline)                                                      | 64    |       |
| 20. Dezember | Egon von Eickstedt                       | deutscher Anthropologe und Rassentheoretiker                                                             | 73    |       |
| 20. Dezember | Ida Fromm                                | deutsche Politikerin (SPD), MdBB                                                                         | 68    |       |
| 20. Dezember | Karl Hübner                              | deutscher Politiker (FDP, FVP, FDV, CDU)                                                                 | 68    |       |
| 20. Dezember | Albert Korn                              | deutscher Lyriker                                                                                        | 85    |       |
| 20. Dezember | Wilhelm Malaniuk                         | österreichischer Jurist                                                                                  | 59    |       |
| 20. Dezember | Tom Poor                                 | US-amerikanischer Leichtathlet                                                                           | 62    |       |
| 20. Dezember | Alfred Scharf                            | deutsch-britischer Kunsthistoriker                                                                       | 65    |       |
| 20. Dezember | Charles L. South                         | US-amerikanischer Politiker                                                                              | 73    |       |
| 20. Dezember | Alexander Stevens                        | britischer Biologe, Geologe und Polarforscher                                                            | 79    |       |
| 21. Dezember | Ignacio Asúnsolo                         | mexikanischer Bildhauer                                                                                  | 75    |       |
| 21. Dezember | Claude Champagne                         | kanadischer Komponist                                                                                    | 74    |       |
| 21. Dezember | Daniel Cohn                              | deutscher Jurist und Reichsgerichtsrat                                                                   | 84    |       |
| 21. Dezember | Herbert von Daniels                      | deutscher Sportfunktionär und SS-Führer                                                                  | 70    |       |
| 21. Dezember | Frieda Fiedler                           | deutsche Politikerin (SPD, SED), MdR                                                                     | 80    |       |
| 21. Dezember | Karl Gutbier                             | deutscher Heimatforscher                                                                                 | 83    |       |
| 21. Dezember | Friedrich Jähne                          | deutscher Unternehmer                                                                                    | 86    |       |
| 21. Dezember | Sawaki Kōdō                              | japanischer Zenmeister                                                                                   | 85    |       |
| 21. Dezember | Willi Lauk                               | deutscher Politiker (CDU)                                                                                | 51    |       |
| 21. Dezember | Eusebio Septimio Mari                    | italienischer römisch-katholischer Ordensgeistlicher                                                     | 49    |       |
| 22. Dezember | Herbert Demetz                           | italienischer Autorennfahrer                                                                             |       |       |
| 22. Dezember | Viktor Hermann Günther                   | deutscher evangelischer Geistlicher                                                                      | 86    |       |
| 22. Dezember | Nikolai Georgijewitsch Kell              | russisch-sowjetischer Geodät und Hochschullehrer                                                         | 82    |       |
| 22. Dezember | Richard Révy                             | ungarisch-US-amerikanischer Schauspieler und Theaterregisseur                                            | 80    |       |
| 22. Dezember | Kurt Wenkhaus                            | deutscher Schauspieler                                                                                   | 74    |       |
| 22. Dezember | Thomas D. White                          | US-amerikanischer General der United States Air Force                                                    | 64    |       |
| 23. Dezember | Franz Baumann                            | deutscher Sänger, Schauspieler und Liedtexter                                                            | 75    |       |
| 23. Dezember | Wolfgang Höfeld                          | deutscher Offizier, Finanzjurist und Ministerialbeamter der Luftwaffe im Zweiten Weltkrieg               | 76    |       |
| 23. Dezember | Carl Marstrander                         | norwegischer Keltologe und Indogermanist, germanistischer Mediävist, Linguist und Runenforscher          | 82    |       |
| 24. Dezember | William Branham                          | US-amerikanischer Prediger und Prophet                                                                   | 56    |       |
| 24. Dezember | Margaret Curtis                          | US-amerikanische Golf- und Tennisspielerin                                                               | 82    |       |
| 24. Dezember | Franz Delaforgue                         | deutscher Maler                                                                                          | 78    |       |
| 24. Dezember | Pierre Louis Marie Galibert              | französischer Ordensgeistlicher, Bischof von São Luíz de Cáceres                                         | 87    |       |
| 24. Dezember | Ludwig Herthel                           | deutscher Maler und Grafiker                                                                             | 78    |       |
| 24. Dezember | Adolf Hyła                               | polnischer Maler                                                                                         | 68    |       |
| 24. Dezember | Bastiaan Abraham van Kleef               | niederländischer alt-katholischer Geistlicher, Professor                                                 | 76    |       |
| 24. Dezember | Silvio Laurenti Rosa                     | italienischer Filmregisseur und Schauspieler sowie Drehbuchautor                                         | 73    |       |
| 24. Dezember | David Margesson, 1. Viscount Margesson   | britischer Politiker (Conservative Party), Mitglied des House of Commons und Kriegsminister (1940–1942)  | 75    |       |
| 24. Dezember | Joseph Mathieu                           | deutscher Ingenieur und Hochschullehrer                                                                  | 62    |       |
| 24. Dezember | Otto Rosing                              | grönländischer Schriftsteller, Pastor, Maler und Bildhauer                                               | 69    |       |
| 25. Dezember | Fritz Benedum                            | deutscher Arbeiter und Politiker (KPD), MdR                                                              | 63    |       |
| 25. Dezember | Felix Haase                              | deutscher katholischer Kirchenhistoriker                                                                 | 83    |       |
| 25. Dezember | Karl Simlinger                           | österreichischer Politiker (ÖVP), Landtagsabgeordneter                                                   | 59    |       |
| 25. Dezember | Johannes Ullrich                         | deutscher Historiker, Archivar                                                                           | 63    |       |
| 25. Dezember | Karl Wagner                              | deutscher Kommunist und Gegner des Nationalsozialismus                                                   | 74    |       |
| 26. Dezember | John Cregan                              | US-amerikanischer Leichtathlet                                                                           | 87    |       |
| 26. Dezember | Felix Eisele                             | deutscher Ingenieur und Professor                                                                        | 65    |       |
| 26. Dezember | Heinrich Hüpper                          | deutscher Verwaltungsjurist                                                                              | 79    |       |
| 26. Dezember | Peter Packay                             | belgischer Jazztrompeter (auch Posaune), Komponist und Arrangeur                                         | 61    |       |
| 26. Dezember | Heinz Schöneberger                       | deutsches Todesopfer der Berliner Mauer                                                                  | 27    |       |
| 26. Dezember | Tom Stout                                | US-amerikanischer Politiker                                                                              | 86    |       |
| 27. Dezember | Edgar Ende                               | deutscher Maler                                                                                          | 64    |       |
| 27. Dezember | Walter Flath                             | deutscher Komponist und Verleger                                                                         | 80    |       |
| 27. Dezember | Melchior Hefti                           | Schweizer Politiker (DP)                                                                                 | 86    |       |
| 27. Dezember | Friedrich Kiesler                        | österreichisch-amerikanischer Architekt, Bildhauer, Raumgestalter                                        | 75    |       |
| 27. Dezember | Wilhelm Koepp                            | deutscher Theologe und Hochschullehrer                                                                   | 80    |       |
| 27. Dezember | Linnaeus Edford La Fetra                 | US-amerikanischer Kinderarzt                                                                             | 97    |       |
| 28. Dezember | Joseph De Combe                          | belgischer Schwimmer und Wasserballspieler                                                               | 64    |       |
| 28. Dezember | Helen Labhardt                           | Schweizerische Malerin und Grafikerin                                                                    | 78    |       |
| 28. Dezember | Hilde Linzen-Gebhardt                    | deutsche Malerin                                                                                         | 75    |       |
| 28. Dezember | Bertram Macdonald                        | britischer Mittel- und Langstreckenläufer                                                                | 63    |       |
| 28. Dezember | Albert Pestour                           | französischer Journalist und Dichter französischer und okzitanischer Sprache                             | 79    |       |
| 28. Dezember | Caroline Leopoldine Schöner              | österreichische Gastronomin in Wien                                                                      | 83    |       |
| 28. Dezember | Lynn Thorndike                           | US-amerikanischer Wissenschaftshistoriker                                                                | 83    |       |
| 29. Dezember | Gordon Morgan Holmes                     | irischer Neurologe                                                                                       | 89    |       |
| 29. Dezember | Otto Lüth                                | deutscher Politiker (SPD), MdL                                                                           | 66    |       |
| 29. Dezember | Yamada Kōsaku                            | japanischer Komponist                                                                                    | 79    |       |
| 30. Dezember | Josef Achtélik                           | deutscher Komponist, Musiktheoretiker und -lehrer                                                        | 84    |       |
| 30. Dezember | Élie Baussart                            | belgischer Publizist, Politiker und Schriftsteller                                                       | 78    |       |
| 30. Dezember | Henry George Farmer                      | britischer Musikhistoriker, Dirigent und Musiker                                                         | 83    |       |
| 30. Dezember | William Forbes-Sempill, 19. Lord Sempill | schottischer Peer                                                                                        | 72    |       |
| 30. Dezember | Jakow Jakowlewitsch Gakkel               | sowjetischer Ozeanograph                                                                                 | 64    |       |
| 30. Dezember | Manfred George                           | deutscher Journalist, Theaterkritiker, Publizist und Übersetzer                                          | 72    |       |
| 30. Dezember | Valentino Graziadei                      | Südtiroler Zauberkünstler                                                                                | 67    |       |
| 30. Dezember | Leo Sebastian Humer                      | österreichischer Maler                                                                                   | 69    |       |
| 30. Dezember | Otto Ottler                              | deutscher Gebrauchsgrafiker und Maler                                                                    | 74    |       |
| 30. Dezember | Franz Roh                                | deutscher Kunstkritiker und Fotograf                                                                     | 75    |       |
| 31. Dezember | Ben Mohammed Abdesselem                  | französischer Fußballspieler                                                                             | 39    |       |
| 31. Dezember | Ehrenfried Oskar Boege                   | deutscher General der Infanterie                                                                         | 76    |       |
| 31. Dezember | Ludwig Breitwieser                       | deutscher Grafiker und Lehrer                                                                            | 65    |       |
| 31. Dezember | Alwine von Keller                        | deutsche Pädagogin und Psychoanalytikerin                                                                | 87    |       |
| 31. Dezember | Johannes Molzahn                         | deutscher Maler und Werbegrafiker                                                                        | 73    |       |
| 31. Dezember | Wilhelm Neuß                             | deutscher Kirchenhistoriker                                                                              | 85    |       |
| 31. Dezember | Willy Voigt                              | deutscher Politiker (SPD), MdL                                                                           | 55    |       |
| 31. Dezember | Herbert Zimmermann                       | deutscher Jurist, Rechtsanwalt und SS-Obersturmbannführer im besetzten Polen                             | 58    |       |
|              | Haydn Morris                             | walisischer Chorleiter, Organist und Komponist                                                           | 74    |       |